# インビシブルマンズデスベッド
インビシブルマンズデスベッド (Invisibleman's deathbed) は、日本のロックバンド。1999年に結成、2006年7月解散。2016年再結成。

## メンバー
- デスベッド：ボーカル、ギター。すべての曲の作詞を手がける。北海道出身。解散後、HEREを結成。
- 武田 将幸(たけだ まさゆき)：ギター。北海道出身。→HERE
- 西井 慶太(にしい けいた)：ベース。北海道出身。→HERE→脱退

### 旧メンバー
- 宮野 大介(みやの だいすけ)：ドラムス。静岡県出身。→HERE→脱退
  - 2022年1月28日膵臓癌のため死去。

## 来歴
2000年3月から東京（渋谷、下北沢）にてライブパフォーマンスを始める。
2002年に全国ツアーを展開。フジロックフェスティバル'02、フジテレビ「FACTORY」、FM802「MINAMI WHEEL2002」等に出演。
2003年にアメリカ・テキサス州オースティンで開催されたSXSW（サウス・バイ・サウスウェスト）内のイベント、Japan Niteに参加。その後、2度のニューヨークツアーを行う。
2006年3月、草月会館・草月ホール単独公演にて活動休止。その後、解散。
2013年12月10日、HEREとして全曲インビシブルマンズデスベッドの楽曲でライブを行う。
2015年5月8日、ドラムの宮野を除いたメンバーで一夜限りの復活を行う。
2016年9月、完全復活を宣言。
2020年9月15日、『日本絶頂感染』無観客無料生中継公演。

## ディスコグラフィ

### シングル
1. 「デリー」(2001)
2. 「接触」(2002)
接触／交わる吐息／玉砕／唾れる／（無題）／デリー
3. 「踊るオンナ／狂った笑顔」7インチ限定(2002)
踊るオンナ／狂った笑顔
4. 「16秒間」(2002)
5. 「摩擦」(2003)
  - CDエキストラ収録
6. 「蠢動」(2005)
蠢動／挫折した殻／嗚咽聞コエル
  - CDエキストラ収録、会場・通信販売限定

### オリジナルアルバム
1. 『青春の蹉跌』(2002)
最後の季節／16秒間／星に願いを／星の屑／粉砕／堕落論／限りないギター／赤い赤い瞳／断絶
2. 『追憶の情慾たちへ』(2003)
歪め表情／熱い戯れ／もっと複雑に／摩擦／破砕／真夏の経過／墜落スル感情ヨリ／恥辱に響くピアノ／君を隠して
3. 『寄生虫』(2005)
蠢動／雨中、御免なさい。／飛散する僕と悲惨な君／挫折した殻／爆砕／溢れる月光／君の細い首を絞めてみたい／寄生虫／君の性癖とあの感触／襲来
4. 『屈辱』(2017)
屈辱／憎いほど愛撫を／君が僕を忘れるなら／制限／無意識／突・然・変・異／遠雷
  - 2016年9月3日に東京・下北沢CLUB251で行われた単独公演「深夜，地下360メートルにて」のライブDVD付
5. 『儚くサーカス』(2019)
儚くサーカス/優しく僕等を侵食してる/月に抱かれて/冷たく燃えてる/レゴリス

### ライブ・アルバム
1. 『050925歌舞伎町PARASITE』(2005)
  - 2005年9月25日に行われた、新宿ロフトでの単独公演の模様を収録。会場・通信販売限定

蠢動／飛散する僕と悲惨な君／摩擦／君を隠して／熱い戯れ／君の細い首を絞めてみたい／溢れる月光／真夏の経過／爆砕／雨中、御免なさい。／君の性癖とあの感触／歪め表情／襲来
2. 『舞い散る桜、咲き誇れ屈辱。大阪絶頂の夜。』(2017)
  - 2017年3月12日に行われた、心斎橋火影 -HOKAGEでの単独公演の模様を収録。会場販売限定

蠢動／挫折した殻／飛散する僕と悲惨な君／屈辱／雨中、御免なさい。／君が僕を忘れるなら／歪め表情／突・然・変・異／君の細い首を絞めてみたい／接触／摩擦／16秒間／襲来／デリー

### DVD
1. 『コアコア　爆裂的転石ノ章』(2003)
  - オムニバス版。「16秒間」「交わる吐息」「接触」を収録
2. 『砕け散る衝動少年』(2004)
歪め表情／熱い戯れ／摩擦／真夏の経過／ダイジェスト　（もっと複雑に～君の性癖とあの感触～破砕～蠢動～墜落スル感情ヨリ）／君を隠して／摩擦 PV／歪め表情 PV
3. 『無修正ヴィデオ 不完全復活の夜』(2015)
  - 2015年5月8日、東京キネマ倶楽部でのライブDVD。会場・通信販売限定 (当初はHEREライブ会場販売のみ)

歪め表情／挫折した殻／摩擦／蠢動／溢れる月光／真夏の経過／爆砕／16秒間／襲来
4. 『絶頂 フロム アンダーグラウンド』(2016)
  - スタジオライブDVD。会場・通信販売限定

屈辱／星に願いを／星の屑／限りないギター／接触／16秒間／デリー